# ГТ-Л
ГТ-ЛБ (Индекс ГБТУ — Объект 12) — советский гусеничный легкобронированный бронетранспортёр. Разработан в конструкторском бюро Алтайского тракторного завода. Серийно не производился.

## История создания
Работы были начаты на основании постановления Совета министров СССР от 2 апреля 1954 года и Распоряжения от 24 января 1959 года. Для испытаний были изготовлены три опытных образца, которые были отправлены на испытания в НИИИ БТ. Испытания проходили с января по март 1961 года. По результатам испытания образцы не были приняты на вооружение. Основным недостатком машин была масса, которая существенно превышала заданные тактико-технические требования. Также, топливные баки располагались слишком высоко по бортам боевого отделения. Из-за неравномерного распределения массы, машины вела себя неустойчиво во время плава. Кроме того, были проблемы с эргономическими требованиями. В результате для исправления всех замечаний необходимо было полностью менять конструкцию машины, поэтому 15 июня 1963 года работы по машине были закрыты.

## Описание конструкции
Основным предназначением ГТ-Л была транспортировка личного состава, а также эвакуация раненых. Кроме того, ГТ-Л был способен перевозить боеприпасы и вооружение общей массой до 2,5 тонн, а также буксировать артиллерийские системы массой до 6 тонн. В элементах конструкции использовались узлы и агрегаты от тягачей АТ-Л, ГТ-Т и АТ-Т, а также от бронетранспортёра БТР-50П. Корпус машины сварной, обеспечивал защиту от пуль и осколков. В передней части корпуса размещалось моторно-трансмиссионное отделение. За ней располагалось отделение управления, в котором были установлены рабочие места механика-водителя, командира десанта и двух стрелков. В средней и кормовой частях корпуса находилось десантное отделение, в котором были установлены сидения десанта. Десант мог вести огонь из личного оружия через 13 амбразур, расположенных в корпусе машины и в задних выходных люках.

### Вооружение
Основным вооружением являлся 14,5-мм зенитный пулемёт КПВТ. Пулемёт устанавливался в передней части машины на унифицированной зенитной пулемётной установке, разработанной в конструкторском бюро Ленинградского Кировского завода.

### Двигатель и трансмиссия
В ГТ-Л устанавливался рядный шести-цилиндровый дизельный двигатель 8Д6, развивавщий мощность до 240 л. с. Машина оснащалась механической трансмиссией, которая состояла из пяти-ступенчатой коробки передач, главного фрикциона и двух бортовых редукторов.

### Ходовая часть
Для движения по местности в ГТ-Л использовался гусеничный движитель с передним расположением ведущих колёс. Подвеска — индивидуальная, торсионная. Максимальная скорость по шоссе составляла 50 км/ч. Для движения на плаву имелись два водомёта. Скорость плава могла составлять до 8,2 км/ч.